# Navas (métro de Barcelone)
Navas est une station de la ligne 1 du métro de Barcelone. Elle est située dans le district de Sant Andreu, à Barcelone en Catalogne.
Elle est mise en service en 1953, lors de l'ouverture d'un prolongement de la ligne 1.

## Situation sur le réseau

Plan du métro de Barcelone (2019).

Établie en souterrain, la station Navas est située sur la ligne 1 du métro de Barcelone, entre la station Clot en direction de la station terminus Hospital de Bellvitge, et la station La Sagrera, en direction de la station terminus Fondo,.

## Histoire
La station Navas de la ligne 1 du métro de Barcelone est mise en service le 8 mai 1953. Son nom fait référence une rue nommée en référence au combat contre les musulmans à Navas de Tolosa en Andalousie, lors du prolongement de Clot à Navas.